# Rockstar Games
Rockstar Games est un développeur et éditeur de jeux vidéo basé à New York aux États-Unis, appartenant à Take-Two Interactive depuis le rachat en 1998 de l'éditeur britannique de jeux vidéo BMG Interactive.
La marque est principalement connue pour la série Grand Theft Auto, qui a pris une importance majeure dans le monde du jeu vidéo au cours des années 2000. L'entreprise détient d'autres franchises phares qui ont fait sa renommée, avec notamment Canis Canem Edit, Max Payne, Midnight Club, Manhunt ou encore la série Red Dead. La plupart des jeux de la marque se déroulent en monde ouvert.
Rockstar Games comprend des studios qui ont été acquis et rebaptisés, ainsi que d'autres créés en interne. Bien qu'un grand nombre de studios acquis par Take-Two Interactive ont fusionné avec la division Rockstar Games, plusieurs autres studios récents ont conservé leurs identités précédentes et sont devenus partie intégrante de la division 2K Games.
Le label Rockstar Games a été fondé à New York en 1998 par les producteurs britanniques de jeux vidéo Sam Houser, Dan Houser, Terry Donovan, Jamie King et Gary Foreman.

## Historique
En 1998, BMG Interactive fut racheté par Take Two, le deuxième éditeur mondial avec 825,8 millions de dollars (657 millions d’euros) de chiffre d’affaires en 2012.
Ils n'avaient encore sorti que le premier Grand Theft Auto et quelques autres petits jeux. Alors que Take Two n'avait pas d'éditeurs américains, elle avait juste la distribution américaine et l'édition européenne. Take Two créa alors Rockstar Games en décembre 1998 pour pouvoir publier les jeux de ses souhaits. L'entreprise est fondée par Sam Houser, son frère Dan Houser, Terry Donovan, (amis depuis l'école, à Londres), Jamie King et Gary Foreman. Un an plus tard, Rockstar Games acquiert DMA Design, le développeur de jeux vidéo basée à Édimbourg maintenant nommé Rockstar North avec qui elles avaient collaboré sur le développement de la série Grand Theft Auto. Rockstar Games s'attaque maintenant au marché américain.
Ensemble, ils ont commencé à travailler sur les prochains titres de la série, y compris Grand Theft Auto III, qui a vendu huit millions de copies après son lancement en 2001.
C'est en 2002 que Rockstar Games renomme DMA Design en Rockstar North, c'est le studio le plus connu, grâce à la série Grand Theft Auto. Pour le volet, Grand Theft Auto: Vice City, une équipe dirigée par Leslie Benzies, Aaron Garbut, Obbe Vermeij et Adam Fowler à Edimbourg et par Sam et Dan Houser à New York, a créé un jeu qui a surmonté les limites traditionnelles du jeu vidéo : le récit linéaire, l'espace condensé et des activités préétablies pour permettre à ses joueurs de faire leurs propres choix. Rockstar Games a été nommé pour le Designer of the Year du Design Museum en 2002 en raison de l'ingéniosité technique et créatif qui a produit Vice City.
Assis sur ses millions, l’empire Rockstar Games essaime des studios un peu partout : San Diego, Londres, Leeds, Toronto, pour pouvoir développer plusieurs projets en même temps.
En 2004 Rockstar rachète Mobius Entertainment Ltd et le renomme Rockstar Leeds, le studio qui est responsable des portages sur consoles portables des jeux de Rockstar Games.
En 2007, Terry Donnovan, l'un des fondateurs de Rockstar Games quitte la société et est remplacé par Gary Dale, ancien directeur général de Capcom.
En avril 2008, Rockstar rachète Mad Doc Software, la compagnie qui a porté Bully de PS2 sur la Xbox 360. Ils sont désormais appelés Rockstar New England.
Sur la génération PS3 et Xbox 360, malgré le succès de Grand Theft Auto IV, Rockstar a continué à marquer les joueurs avec des titres comme Red Dead Redemption, L.A. Noire ou encore Max Payne 3. Tous vendus à plusieurs millions d'exemplaires et collectionnant les très bonnes critiques de la presse mondiale.
Sam et Dan Houser, les deux frères fondateurs de Rockstar Games, intègrent en 2009 le classement des 100 personnalités les plus influentes du Times au rayon « Artistes et divertissement ».
En juin 2009, selon les informations glanées par le site Kotaku, quelque 10 % des effectifs du studio de Rockstar New England, aux États-Unis, se seraient vu notifié leur licenciement. Basé à Andover, dans le Massachusetts, le studio s'appelait initialement Mad Doc Software, avant d'être racheté en avril 2008 par Rockstar, et donc de changer de nom. On attend désormais une annonce officielle de l'éditeur.
En janvier 2010, Rockstar Games alors en plein développement du futur Max Payne 3, attendu pour fin 2010. Dernièrement, une lettre anonyme a été envoyée au site Joystiq, dans laquelle sont dénoncées les mauvaises conditions de travail qui règnent dans les studios de Rockstar San Diego (développeurs de Red Dead Redemption) et Rockstar Vancouver, qui eux travaillent sur Max Payne 3. En effet, les employés travailleraient 14 à 16 heures par jour et cela 6 à 7 fois par semaine, ce qui est bien évidemment énorme. La lettre affirme également que Rockstar aurait supprimé deux semaines de vacances à ses employés.
En juillet 2012 est annoncé la fermeture du studio Rockstar Vancouver qui avait sorti le jeu Max Payne 3 quelques mois auparavant,.
Au cours du mois de mai 2019, Rockstar Games rachète le studio Dhruva Interactive, appartenant jusqu'alors à la société Starbreeze Studios, et le fusionne avec Rockstar India. Les employés de Dhruva Interactive font désormais partie de l'équipe de Rockstar India à la suite de cette acquisition.
En février 2020, Take-Two Interactive annonce via un communiqué de presse le départ de Dan Houser, cofondateur, mais également producteur exécutif et scénariste, au 11 mars 2020,.
Le 13 octobre 2020, le site The Gamer annonce que Rockstar Games aurait racheté Ruffian Games et l’aurait renommé Rockstar Dundee. Le lendemain, Take-Two Interactive (la maison mère) et Sam Houser (PDG et Cofondateur de Rockstar) confirment officiellement le rachat.
Le 18 septembre 2022, Rockstar Games est victime d'un piratage informatique massif qui a conduit à des fuites de vidéos internes à l'entreprise, concernant le prochain opus de Grand Theft Auto. Le lendemain, Rockstar Games publie un message sur les réseaux sociaux faisant part de sa déception.
Le 25 août 2023, Rockstar Games a annoncé sur son site internet, l'acquisition du studio de capture de mouvements Standard Deviation qui a été renommé en "Rockstar L.A.".
Le 8 novembre 2023, Sam Houser, par le biais du compte X de Rockstar Games, annonce que les premières images et informations concernant le prochain opus de Grand Theft Auto arriveront début décembre 2023. Un premier trailer doit être révélé le 5 décembre à 15h, mais victime une nouvelle fois d'une fuite, le studio le révèle en urgence dans la nuit du 4 au 5 décembre afin que les internautes puissent profiter du trailer avec une bonne qualité, plutôt que de la piètre qualité de la vidéo ayant fuité, confirmant ainsi le titre du jeu, Grand Theft Auto VI. En moins de 24h, le trailer approche les 100 millions de vue sur la chaine officielle de l'éditeur.

## Lieu
Le siège social de Rockstar Games, qui en réalité fait partie des bureaux de Take-Two Interactive, est situé sur Broadway, dans la ville de New York. C'est à cet endroit que les décisions marketing sont prises, et que sont entretenues les relations publiques. C'est également à cet endroit que les décisions concernant le développement des filiales de Rockstar Games sont prises.

## Objectifs de l'entreprise
En octobre 2011, le vice-président de Rockstar, Dan Houser, déclare au magazine Famitsu que l'entreprise évite intentionnellement de développer dans le genre jeu de tir à la première personne. « Nous évitons délibérément de produire dans ce genre », dit-il, selon une traduction 1UP.com. « C'est dans notre nature d'éviter de faire le même genre de chose que font les autres entreprises. Je suppose que vous pourriez dire que Max Payne 3 est assez proche d'un FPS, mais il y a des aspects vraiment uniques dans le gameplay, là aussi, et pas seulement dans l'histoire. Vous devez avoir l'originalité dans vos jeux, vous devez avoir une sorte de message intéressant, on pourrait dire que le but de Rockstar est que les joueurs sentent vraiment ce que nous essayons de faire. » Houser a poursuivi en disant que Rockstar a « fait de nouveaux genres par nous-mêmes avec des jeux comme la série GTA. Nous n'avons pas compté sur des témoignages dans un livre d'affaires à faire ce que nous avons fait. Je pense que nous avons réussi précisément parce que nous ne nous sommes pas concentrés sur le résultat... Si nous faisons le genre de jeux que nous voulons jouer, nous pensons que les gens vont l'acheter. » Rockstar Games est une entreprise à but lucratif et elle n'hésite pas à faire monter l'impatience du joueur dû à une politique du silence (l'attente des joueurs vis-à-vis de Grand Theft Auto V en est la preuve).
En mai 2008 Dan Houser nous informe de sa vision des choses par rapport au Casual Gaming :
« J'emmerde tout ce battage autour du casual gaming. Je pense que les gens veulent toujours des jeux qui en mettent plein la vue. La Wii a une approche complètement différente, ce qui est fantastique. Mais nous allons, espérons-le, prouver qu'il y a aussi un véritable intérêt pour tous ceux qui aiment le divertissement sous une autre forme, pour ceux estimant que les jeux vidéo peuvent raconter des histoires concurrençant le cinéma ».
Une des tactiques de Rockstar est d’avoir su fonder une véritable communauté de joueurs. Pour faire vivre cette communauté, les fans peuvent suivre Rockstar Games via Twitter, une page Facebook, des forums, mais surtout sur un Social Club. Lancé en 2008, le service gratuit de Rockstar propose du contenu et des tournois permettant de renforcer les liens de cette communauté grandissante. La provocation est l'un tes traits forts de Rockstar, ces derniers ont déclenché la foudre d’associations et même de gouvernements (jeux interdits en Australie, Irlande, Allemagne…). Pour rappel, au début de « GTA Vice City », une carte postale ordonnait aux joueurs de « tuer tous les Haïtiens ». Des membres de la communauté avaient crié au scandale, accusant le jeu d’être raciste et de faire des Haïtiens des voyous, des voleurs et des trafiquants de drogue. En 2009, la polémique « Hot Coffee » coûte 20 millions de dollars à Take-Two, maison mère de Rockstar.
Dan Houser répond à des accusations :
« Si vous n’aimez pas ces jeux sous prétexte qu’ils ont un contenu qui, au cinéma ou à la télé, ne vous dérange pas, alors cela équivaut à déclarer que vous n’aimez pas ce média parce qu’il ne colle pas de George Clooney à l’écran. »

## Studios de développement

### Rockstar Studios
Rockstar Games possède une dizaine de studios de développement, notamment au Royaume-Uni et aux États-Unis, travaillant sur les différentes franchises de la compagnie. Les plus connus et les plus importants sont Rockstar North, notamment pour Grand Theft Auto et Manhunt, Rockstar San Diego, pour Midnight Club et Red Dead, ou encore Rockstar Vancouver (fermé depuis), pour Bully et qui a été aussi le principal développeur du dernier jeu de la série Max Payne.
Le regroupement des différents studios internes, lorsqu'ils collaborent tous ensemble au développement d'un même jeu, prend le nom de Rockstar Studios ; c'est notamment le cas pour Max Payne 3,, et Red Dead Redemption 2.
| Logo | Nom                   | Période d'activité (en tant que division de Rockstar Games) | Siège social              | Notes |
| ---- | --------------------- | ----------------------------------------------------------- | ------------------------- | --- |
|      | Rockstar Australia    | 2025 - présent                                              | Sydney (Australie)        | Précédemment connu sous le nom de Video Games Deluxe. Le studio collabore avec Rockstar Games notamment sur la version en réalité virtuelle de L.A. Noire ainsi que les versions mobiles et mises à jour correctives pour les autres plateformes de GTA: The Trilogy – The Definitive Edition avant son acquisition. Le studio ayant précédé VGD, Team Bondi, a également créé L.A. Noire. |
|      | Rockstar Dundee       | 2020 - présent                                              | Dundee (Écosse)           | Précédemment connu sous le nom de Ruffian Games. Le studio collabore avec Rockstar Games à partir de 2019 avant d'être acheté par ce dernier. |
|      | Rockstar India        | 2016 - présent                                              | Bangalore (Inde)          | Précédemment connu sous le nom de Technicolor India, filiale de l'entreprise Technicolor. Le studio a été partenaire de Rockstar Games et a travaillé sur Red Dead Redemption, L.A. Noire, Max Payne 3 et Grand Theft Auto V avant d'intégrer la compagnie. En mai 2019, l'ancien personnel de Dhruva intègre l'équipe de Rockstar India à la suite de la fusion de ces deux studios.      |
|      | Rockstar LA           | 2023 - présent                                              | Santa Monica (États-Unis) | Précédemment connus sous le nom de Standard Deviation. Le studio, spécialisé dans la capture de mouvement, est acheté par Rockstar Games en août 2023. |
|      | Rockstar Leeds        | 2004 - présent                                              | Leeds (Angleterre)        | Précédemment connu sous le nom de Mobius Entertainment. Le studio a notamment développé Grand Theft Auto: Liberty City Stories et Vice City Stories sur PlayStation Portable et PlayStation 2, ainsi que Chinatown Wars sur Nintendo DS, PSP, iOS et Android. Il s'est également occupé du portage de L.A. Noire sur PC.                                                                   |
|      | Rockstar Lincoln      | 1999 - présent                                              | Lincoln (Angleterre)      | Précédemment connu sous le nom de Tarentula Studios. Le studio s'occupe les premières années des portages de jeux sur consoles portables avant de se consacrer au test et au contrôle des jeux de la compagnie à partir de 2001, assurant de plus leur traduction dans différentes langues.                                                                                                |
|      | Rockstar London       | 2005 - présent                                              | Londres (Angleterre)      | Formé en novembre 2005. Le studio a pris en charge le développement de Manhunt 2 après la fermeture de Rockstar Vienna, et a également travaillé sur Max Payne 3. |
|      | Rockstar New England  | 2008- présent                                               | Andover (États-Unis)      | Précédemment connu sous le nom de Mad Doc Software. Le studio, acquis en avril 2008, a pris en charge le développement de Bully: Scholarship Edition. |
|      | Rockstar North        | 1999 - présent                                              | Édimbourg (Écosse)        | Précédemment connu sous le nom de DMA Design, fondé en 1988. Il s'agit d'un des plus importants studios de la compagnie, célèbre pour avoir créé les séries Grand Theft Auto, Manhunt ainsi que Lemmings. |
|      | Rockstar San Diego    | 2003 - présent                                              | Carlsbad (États-Unis)     | Précédemment connu sous le nom d'Angel Studios. Il s'agit d'un des plus importants studios de Rockstar Games, ayant développé les séries Red Dead, Smuggler's Run et Midnight Club, ainsi que les deux premiers opus de la série Midtown Madness. |
|      | Rockstar Toronto      | 1999 - présent                                              | Oakville (Canada)         | Précédemment connu sous le nom de Rockstar Canada. Le jeu vidéo le plus connu de ce studio est l'adaptation du film culte Les Guerriers de la nuit (The Warriors en anglais). Il a également contribué au développement de Max Payne 3. |
|      | RAGE Technology Group | 2006 - présent                                              | Carlsbad (États-Unis)     | Subdivision du studio Rockstar San Diego s'occupant du développement du moteur de jeu vidéo propriétaire Rockstar Advanced Game Engine (RAGE), utilisé pour tous les jeux de la compagnie depuis 2006. |
|      | Rockstar Vancouver    | 2002 - 2012                                                 | Vancouver (Canada)        | Précédemment connu sous le nom de Barking Dog Studios. Le studio a développé Bully sur PlayStation 2 et Max Payne 3, avant de fermer et de fusionner avec Rockstar Toronto en 2012. |
|      | Rockstar Vienna       | 2003 - 2006                                                 | Vienne (Autriche)         | Précédemment connu sous le nom de Neo Software. Responsable du portage de Max Payne sur consoles, le studio commence également le développement de Manhunt 2 avant de fermer ses portes en mai 2006. |

### Autre
| Logo | Nom    | Période d'activité (en tant que division de Rockstar Games) | Siège social | Notes |
| ---- | ------ | ----------------------------------------------------------- | ------------ | --- |
|      | Cfx.re | 2023 - présent                                              | -            | Fondé en 2016, il s'agit d'une équipe de moddeurs ayant développé les serveurs de roleplay et de créations par les joueurs FiveM et RedM pour les versions PC de Grand Theft Auto V et Red Dead Redemption 2. Rockstar Games en fait l'acquisition en août 2023, |

### Développeurs externes
- Bungie a développé le jeu Oni, qui fut publié par Rockstar sur PlayStation 2. Peu auparavant, Bungie travaillait pour Microsoft, sur leur dernière production, Halo, qui devait sortir sur OS X et Windows, et avec Rockstar en tant qu'éditeur.
- Capcom a commencé le développement de Red Dead Revolver, avant d'être fini par Rockstar, on peut reconnaitre la patte des deux développeurs dans le jeu. Actuellement[Quand ?], ils ont les droits pour sortir la série Grand Theft Auto au Japon.
- Digital Eclipse Software a collaboré avec Rockstar pour développer Grand Theft Auto Advance.
- Double Eleven a travaillé sur le portage de Red Dead Redemption sur Nintendo Switch, PlayStation 4 et Windows.
- Edge of Reality a développé Monster Truck Madness 64.
- Grove Street Games (anciennement War Drums Studio) a développé les versions mobiles de GTA III, Max Payne, Vice City, San Andreas, Chinatown Wars et Bully, ainsi que GTA: The Trilogy – The Definitive Edition.
- Image Metrics a réalisé les animations faciales de personnages pour Rockstar.
- Lucid Games a développé les versions mobiles de GTA: Liberty City Stories.
- Opus, en collaboration avec ASCII Entertainment, a développé Surfing H3O.
- Remedy Entertainment a développé Max Payne et Max Payne 2: The Fall of Max Payne ; le studio développe actuellement un remake de ceux-ci.
- Runecraft a effectué le portage de GTA: London 1969 sur PlayStation.
- Team Bondi a développé L.A. Noire pour Rockstar.
- Virtuos a travaillé sur le portage de L.A. Noire sur PS4, Xbox One et Switch.
- Z-Axis a développé Thrasher presents Skate and Destroy.

## Œuvres du studio

### Jeux développés et édités
| Jeu                                                        | Année de sortie    | Plates-formes                                                    |
| ---------------------------------------------------------- | ------------------ | ---------------------------------------------------------------- |
| Grand Theft Auto                                           | 28 novembre 1997   | PlayStation, Windows, Game Boy Color                             |
| Grand Theft Auto: London 1969                              | 1999               | PlayStation, Windows                                             |
| Grand Theft Auto: London 1961                              | 1999               | Windows                                                          |
| Grand Theft Auto 2                                         | 1999               | PlayStation, Dreamcast, Game Boy Color, Windows                  |
| Thrasher: Skate and Destroy                                | 1999               | PlayStation                                                      |
| Austin Powers: Oh Behave                                   | 2000               | Game Boy Color                                                   |
| Austin Powers: Welcome to My Underground Lair!             | 2000               | Game Boy Color                                                   |
| Wild Metal: Reclaim the Future                             | 2000               | Dreamcast                                                        |
| Midnight Club: Street Racing                               | 2000               | PlayStation 2                                                    |
| Surfing H3O                                                | 2000               | PlayStation 2                                                    |
| Smuggler's Run                                             | 2000               | PlayStation 2                                                    |
| Smuggler's Run 2: Hostile Territory                        | 2001               | PlayStation 2                                                    |
| Max Payne                                                  | 2001               | PlayStation 2, Xbox, Game Boy Advance, Windows                   |
| Grand Theft Auto III                                       | 2001               | PlayStation 2, Xbox, Windows, OS X, iOS, Android                 |
| The Italian Job                                            | 2002               | PlayStation, Windows                                             |
| State of Emergency                                         | 2002               | PlayStation 2, Windows                                           |
| Smuggler's Run: Warzones                                   | 2002               | GameCube                                                         |
| Grand Theft Auto: Vice City                                | 2002               | PlayStation 2, Xbox, Windows, OS X                               |
| Midnight Club 2                                            | 2003               | PlayStation 2, Xbox, Windows                                     |
| Max Payne 2: The Fall of Max Payne                         | 2003               | PlayStation 2, Windows                                           |
| Manhunt                                                    | 2003               | PlayStation 2, Windows                                           |
| Red Dead Revolver                                          | 2004               | PlayStation 2, Xbox                                              |
| Grand Theft Auto Advance                                   | 2004               | Game Boy Advance                                                 |
| Grand Theft Auto: San Andreas                              | 2004               | PlayStation 2, Xbox, Windows, OS X                               |
| Midnight Club 3: DUB Edition                               | 2005               | PlayStation 2, Xbox, PlayStation Portable                        |
| The Warriors                                               | 2005               | PlayStation 2, PlayStation Portable, Xbox                        |
| Grand Theft Auto: Liberty City Stories                     | 2005               | PlayStation Portable, PlayStation 2, PlayStation 3               |
| Rockstar Games présente : Table Tennis                     | 2006               | Xbox 360, Wii                                                    |
| Canis Canem Edit (Bully)                                   | 2006               | PlayStation 2, PlayStation 3, PlayStation 4, PlayStation 5       |
| Grand Theft Auto: Vice City Stories                        | 2006               | PlayStation Portable, PlayStation 2                              |
| Manhunt 2                                                  | 2007               | PlayStation Portable, PlayStation 2, Wii                         |
| Bully: Scholarship Edition                                 | 2008               | Wii, Xbox 360, Windows, Xbox One, Xbox Series                    |
| Grand Theft Auto IV                                        | 2008               | PlayStation 3, Xbox 360, Windows, Xbox One, Xbox Series          |
| Midnight Club: Los Angeles                                 | 2008               | PlayStation 3, Xbox 360, Xbox One, Xbox Series                   |
| Midnight Club: L.A. Remix                                  | 2008               | PlayStation Portable                                             |
| Grand Theft Auto IV: The Lost and Damned                   | 2009 - 2010        | Xbox 360, PlayStation 3, Windows, Xbox One, Xbox Series          |
| Grand Theft Auto: Chinatown Wars                           | 2009               | Nintendo DS, PlayStation Portable, Android, iOS                  |
| Beaterator                                                 | 2009               | PlayStation Portable, iOS                                        |
| Grand Theft Auto: The Ballad of Gay Tony                   | 2009               | Xbox 360, PlayStation 3, Windows, Xbox One, Xbox Series          |
| Red Dead Redemption                                        | 2010-2024          | PlayStation 3, Xbox 360, PlayStation 4, Nintendo Switch, Windows |
| Red Dead Redemption: Undead Nightmare                      | 2010-2024          | PlayStation 3, Xbox 360, PlayStation 4, Nintendo Switch, Windows |
| L.A. Noire                                                 | 2011               | PlayStation 3, Xbox 360, Windows                                 |
| Max Payne 3                                                | 2012               | PlayStation 3, Xbox 360, Windows                                 |
| Grand Theft Auto V                                         | 2013 - 2015        | PlayStation 3, Xbox 360, PlayStation 4, Xbox One, Windows        |
| Grand Theft Auto Online                                    | 2013 - 2015        | PlayStation 3, Xbox 360, PlayStation 4, Xbox One, Windows        |
| L.A. Noire : les enquêtes VR                               | 2017               | HTC Vive, Oculus Rift, PlayStation VR                            |
| L.A. Noire (remasterisation)                               | 2017               | Nintendo Switch, PlayStation 4, Xbox One, Xbox Series            |
| Red Dead Redemption II                                     | 2018 - 2019        | PlayStation 4, Xbox One, Windows                                 |
| Red Dead Online                                            | 2018 (bêta) - 2019 | PlayStation 4, Xbox One, Windows                                 |
| Grand Theft Auto V (remasterisation)                       | 2022               | PlayStation 5, Xbox Series                                       |
| Grand Theft Auto Online (remasterisation)                  | 2022               | PlayStation 5, Xbox Series                                       |
| Grand Theft Auto VI                                        | 2026               | PlayStation 5, Xbox Series                                       |
| Remakes de Max Payne et Max Payne 2: The Fall of Max Payne | -                  | PlayStation 5, Xbox Series                                       |

### Compilations de jeux
| Compilation                                                                            | Contenu | Année de sortie initiale | Plates-formes                                                                               |
| -------------------------------------------------------------------------------------- | --- | ------------------------ | ------------------------------------------------------------------------------------------- |
| Grand Theft Auto: The Director's Cut                                                   | Grand Theft Auto et London 1969 | 1999                     | Windows, PlayStation                                                                        |
| Grand Theft Auto : Édition collector                                                   | Grand Theft Auto, London 1969 et GTA 2 | 2002                     | PlayStation                                                                                 |
| Grand Theft Auto: Double Pack                                                          | GTA III et Vice City | 2003                     | PlayStation 2, Xbox                                                                         |
| Grand Theft Auto: The Classics Collection                                              | Grand Theft Auto, London 1969 et GTA 2 | 2004                     | Windows                                                                                     |
| Grand Theft Auto: The Trilogy                                                          | GTA III, Vice City et San Andreas | 2005                     | PlayStation 2, Xbox, Windows, OS X                                                          |
| Grand Theft Auto Double Pack: Liberty City Stories and Vice City Stories               | GTA: Liberty City Stories et Vice City Stories | 2009                     | PlayStation 2                                                                               |
| Rockstar Games Double Pack: GTA: Liberty City Stories and GTA: Vice City Stories       | GTA: Liberty City Stories et Vice City Stories | 2009                     | PlayStation Portable                                                                        |
| Rockstar Games Double Pack: GTA: Liberty City Stories and Midnight Club 3: DUB Edition | GTA: Liberty City Stories et Midnight Club 3: DUB Edition | 2009                     | PlayStation Portable                                                                        |
| Rockstar Games Double Pack: GTA: Vice City Stories and Midnight Club 3: DUB Edition    | GTA: Vice City Stories et Midnight Club 3: DUB Edition | 2009                     | PlayStation Portable                                                                        |
| Grand Theft Auto: Episodes from Liberty City                                           | GTA: The Lost and Damned et The Ballad of Gay Tony | 2009                     | PlayStation 3, Xbox 360, Windows                                                            |
| Grand Theft Auto IV : l'Édition intégrale                                              | GTA IV et Episodes from Liberty City (The Lost and Damned et The Ballad of Gay Tony) | 2010                     | PlayStation 3, Xbox 360, Windows                                                            |
| Midnight Club: Los Angeles Complete                                                    | Midnight Club: Los Angeles et les contenus téléchargeables | 2010                     | PlayStation 3, Xbox 360                                                                     |
| Red Dead Redemption : Édition jeu de l'année                                           | Red Dead Redemption, Undead Nightmare et les contenus téléchargeables | 2011                     | PlayStation 3, Xbox 360                                                                     |
| L.A. Noire : l'Édition complète                                                        | L.A. Noire et les contenus téléchargeables | 2011                     | PlayStation 3, Xbox 360, Windows                                                            |
| Rockstar Games Collection                                                              | GTA: Episodes from Liberty City (The Lost and Damned et The Ballad of Gay Tony), L.A. Noire, Midnight Club: Los Angeles Complete (Los Angeles et les contenus téléchargeables) et Red Dead Redemption | 2012                     | PlayStation 3, Xbox 360                                                                     |
| Grand Theft Auto V : Édition Premium Online                                            | GTA V, Online, le Pack d'entrée dans le monde criminel et les contenus téléchargeables | 2018                     | PlayStation 4, Xbox One, Windows                                                            |
| Grand Theft Auto: The Trilogy – The Definitive Edition                                 | Versions remasterisées de GTA III, Vice City et San Andreas | 2021                     | PlayStation 4, PlayStation 5, Xbox One, Xbox Series, Nintendo Switch, Windows, iOS, Android |

### Jeu annulé
| Jeu   | Annonce | Abandon | Plate-forme   |
| ----- | ------- | ------- | ------------- |
| Agent | 2009    | 2018    | PlayStation 3 |

### Technologie
Rockstar Advanced Game Engine (RAGE) est un moteur de jeu développé par RAGE Technology Group pour faciliter le développement de jeux sur PlayStation 3, Xbox 360, Microsoft Windows, et Wii.

### Films
Auparavant, Rockstar Games ont été nommés en tant que producteurs exécutifs de Sunday Driver (en) en 2005. Il s'agit d'un documentaire dirigé par Carol Strong qui présente les anciennes voitures californiennes appelées Lowrider. The Football Factory est également produit par Rockstar Games, il s'agit d’un film britannique de Nick Love sorti en 2004, à propos du hooliganisme suivant principalement un fan de Chelsea Football Club nommé Tommy Johnson.
L'Introduction version longue de Grand Theft Auto: San Andreas et Red Dead Redemption: The Man from Blackwater, un court film produit par Machinima (écrit par Dan Houser) sorti le 29 mai 2010 font également partie des productions de Rockstar Games.
En 2011, Rockstar Games enregistre la marque Rockstar Films. La description qui en est faite est la suivante :
« Films d'animation destinés à divertir, à savoir sous forme de comédie, d'action, d'aventures, de drames, programmes Live, programmes pour enfants ainsi que les documentaires, […] que ce soit sous forme digitale ou non. »
| Titre                                            | Année de sortie | Genre            |
| ------------------------------------------------ | --------------- | ---------------- |
| GTA 2: The Movie                                 | 1999            | Drame, gangsters |
| The Football Factory                             | 2004            | Drame            |
| Grand Theft Auto: San Andreas – The Introduction | 2004            | Drame, gangsters |
| Sunday Driver                                    | 2005            | Documentaire     |
| Red Dead Redemption: The Man from Blackwater     | 2010            | Drame, western   |

### Rockstar Games Social Club
Le Rockstar Games Social Club est un service gratuit en ligne dirigé par Rockstar Games. Il fut lancé le 17 avril 2008, quelques jours avant la sortie de GTA IV.

## Réception critique et commerciale
Les jeux de Rockstar reçoivent généralement un excellent accueil critique par la presse et les joueurs, et connaissent des ventes élevées. Sont indiquées ici les notes moyennes de l'agrégateur de notes Metacritic ainsi que les notes des deux plus populaires sites de jeux vidéo français : Jeuxvideo.com et Gamekult[réf. nécessaire]. Les chiffres de ventes les plus récents sont également affichés.
Tous les jeux de la liste sont classifiés « +18 » par PEGI et « Mature +17 » par ESRB, réduisant de fait le potentiel de vente à une audience adulte.
L'écart des notes entre la version PC et consoles de certains titres s'explique par le fait que les versions PC furent très mal optimisées et étaient remplies de bugs à leurs sorties, donc critiquées.
| Jeux                                  | Note moyenne sur Metacritic   | Note de Jeuxvideo.com | Note de Gamekult          | Nombre d'exemplaires vendus                                               |
| ------------------------------------- | ----------------------------- | --------------------- | ------------------------- | ------------------------------------------------------------------------- |
| Grand Theft Auto: San Andreas         | 95/100                        | 18/20                 | 9/10                      | 23,73 millions, (dont 12 millions la première année de commercialisation) |
| Grand Theft Auto IV                   | 98/100 (consoles) 90/100 (PC) | 18/20                 | 9/10 (consoles) 8/10 (PC) | 25 millions, (dont 8,5 millions le premier mois de commercialisation)     |
| Red Dead Redemption                   | 95/100                        | 18/20                 | 9/10                      | 15 millions,                                                              |
| Red Dead Redemption: Undead Nightmare | 87/100                        | 16/20                 | 8/10                      | 2,20 millions,                                                            |
| L.A. Noire                            | 89/100 (consoles) 83/100 (PC) | 17/20                 | 7/10                      | 6,15 millions,                                                            |
| Max Payne 3                           | 87/100                        | 18/20                 | 8/10                      | 3,91 millions,                                                            |
| Grand Theft Auto V                    | 97/100                        | 18/20                 | 9/10                      | 185 millions, (dont 11 millions le premier jour de commercialisation)     |
| Red Dead Redemption 2                 | 97/100                        | 19/20                 | 8/10                      | 55 millions, (dont 17 millions en seulement huit jours)                   |

## Logo
Le logo de Rockstar Games, composé d'un R noir pour « Rock » et d'une étoile blanche signifiant « Star », sur fond jaune, a été créé en 1998, au même moment que l'avènement de la compagnie. Il est également décliné, dans différents coloris, pour servir de logo à ses studios internes, suivant leur création ou leur rachat.
Aimant les Easters eggs, Rockstar Games a pour habitude de placer ce logo dans leurs jeux ; ayant également une grande popularité en dehors du monde vidéoludique, le logo peut aussi être visible à la télévision, dans des séries notamment.

## Controverses sur les conditions de travail
En janvier 2010, plusieurs femmes d'employés de Rockstar Games publient une lettre ouverte dénonçant les conditions de travail de leurs maris dans l'entreprise.
En octobre 2018, le journaliste Jason Schreier sort une enquête dévoilant les conditions de travail difficiles dans les studios de Rockstar Games, notamment la culture du crunch.